# Lightning talk
Een Lightning talk is een korte presentatie gegeven op een conferentie of een vergelijkbaar forum. In tegenstelling tot andere presentaties duren Lightning Talks slechts enkele minuten en er worden er meestal verschillende gegeven in een korte tijdspanne door verschillende sprekers.

## Geschiedenis en format
Lightning talks zijn mogelijk ontstaan op de Python Conferentie in 1997, waar ze simpelweg Short talks genoemd werden. De term "Lightning talk" werd voor het eerst geopperd door Mark Jason Dominus voor een vergelijkbare sessie op de YAPC 19100 Conference in juni 2000 en verspreidde zich geleidelijk naar andere technische conferenties.
Het format verschilt per evenement. De meeste conferenties wijzen een spreekperiode aan van 30 tot 90 minuten voor Lightning talks en regelen verschillende sprekers achter elkaar tijdens de sessie.
De lengte van de lightning talk is meestal tussen de 1 en 10 minuten met een gebruikelijk maximum van 5 minuten. Om snelle overschakeling tussen sprekers mogelijk te maken worden sheets meestal ontmoedigd of er wordt gebruikgemaakt van slechts een computer die alle presentaties toont van alle sprekers.